# 벨아미 (2012년 영화)
《벨아미》(Bel Ami)는 2012년 개봉한 드라마 영화이다.

## 출연진
- 로버트 패틴슨 - 조르주 뒤루아 역
- 우마 서먼 - 마들렌 포레스티에 역
- 크리스틴 스콧 토머스 - 비르지니 루세 역
- 크리스티나 리치 - 클로틸드 드마렐 역
- 콜름 미니 - 루세 씨 역
- 필립 글레니스터 - 샤를 포레스티에 역
- 홀리데이 그레인저 - 쉬잔 루세 역
- 너탤리아 테나 - 매춘부 라셸 역
- 제임스 랜스 - 프랑수아 라로슈 역
- 앤서니 히긴스 - 드보드레크 백작 역